# Sénégali vert
Mandingoa nitidula
Espèce
Statut de conservation UICN

 LC  : Préoccupation mineure
Statut CITES
Le Sénégali vert (Mandingoa nitidula) ou astrild vert pointillé, est une espèce de passereau appartenant à la famille des Estrildidae.

## Description
Cet oiseau mesure environ 11,5 cm de longueur. Il présente un léger dimorphisme sexuel : mâle plus coloré que la femelle avec en particulier la face
rouge vif à rouge orangé (selon les sous-espèces) au lieu d'orange pâle.
Une grande partie de son plumage présente une dominante vert olive avec les sus-caudales lavées de jaune et le ventre noir tacheté de blanc. Les yeux sont marron, le bec noir à extrémité rouge et les pattes brunâtres.

## Répartition et habitat
Son aire s'étend de manière dissoute en Afrique subsaharienne. Il fréquente les lisières de forêts.

## Comportement
Cet oiseau vit en petits groupes.

## Alimentation
Le Sénégali vert se nourrit le plus souvent au sol.

## Sous-espèces
- M. n. schlepeli (Sharpe, 1870) — Sierra Leone et Guinée à l'Ouganda, la République démocratique du Congo et le nord-ouest de l'Angola ;
- M. n. virginiae (Amadon, 1953) — Bioko ;
- M. n. chubbi (Ogilvie-Grant, 1912) — Afrique de l'Est ;
- M. n. nitidula (Hartlaub, 1865) — sud-est de l'Afrique.